# Oscinimorpha
Oscinimorpha là một chi ruồi trong họ Chloropidae.